# Vuelo de brujas
Vuelo de brujas es un cuadro de Francisco de Goya, pintado entre 1797 y 1798 para el palacio de recreo de los duques de Osuna, a la finca que tenían a la Alameda de Osuna (hoy parque del Capricho), entonces en las afueras de Madrid, cerca del pueblo de Barajas.  Forma parte de la serie de seis lienzos sobre temática de brujería, constituida por: El conjuro o Las brujas (Museo Lázaro Galdiano), La cocina de las brujas (colección privada, México), El hechizado por la fuerza'' (National Gallery de Londres), El aquelarre (Museo Lázaro Galdiano) y El convidado de piedra (hoy en paradero desconocido). Vuelo de brujas es el único cuadro de la serie que se conserva en el Museo del Prado.

### Procedencia
El cuadro entró a formar parte del contenido del Museo del Prado en 1999 tras haber sido adquirido en subasta, procedente del difunto empresario Jaime Ortiz Patiño, quien lo había adquirido igualmente en subasta en 1985. Previamente la obra había pertenecido a la familia Sota, importantes empresarios de Bilbao.

### Descripción
Se trata de óleo sobre lienzo, con unas medidas de 43,5 centímetros de alto y 30,5 centímetros de ancho.
Tres personajes, vestidos con faldas, con el torso desnudo y tocados con capirotes en forma de mitra, decorados con pequeñas serpientes, e iluminados por un foco de luz exterior al cuadro, sostienen en el aire a otro hombre, este desnudo, abandonado en sus brazos, al que insuflan aire soplando sobre su cuerpo, como revelan sus hinchadas mejillas. En la parte baja, dos hombres, vestidos de agricultores, han logrado la cumbre de la montaña, el camino tortuoso y ascendiente se pierde en la oscuridad del fondo, mientras su asno se ha parado más abajo. Uno, caído en tierra, se tapa las orejas para no escuchar el ruido de los seres voladores; el otro, avanza con el cabo cubierto, protegiéndose de la luz y haciendo la higa con sus dedos, contra el mal de ojo.
El cuadro se ha sometido a radiografía y reflectografía de rayos infrarrojos lo cual ha servido para demostrar que Goya realizó un cambio importante en la composición: la figura que ahora anda de frente, cubierta por una manta blanca,  originalmente se situaba de espaldas, marcha atrás por el camino por el cual había subido, buscando el asno, que se ve más abajo, y que era un símbolo de la Ignorancia usado por Goya también en otras obras.

### Un cuadro «de película»
Vuelo de brujas protagoniza la película Trance (2013) dirigida por Danny Boyle; el cuadro va a ser sustraído en una subasta y desencadena el argumento del filme.y también 

## Exposiciones
El cuadro ha sido cedido para ser expuesto en varias salas y museos desde que fue adquirido por el Museo de Prado:
- Del 15 de junio al 15 de octubre de 1986. Exposición:  Goya nelle collezioni private di Spagna,  Villa Favorita (Lugano)
- Del 25 de abril al 22 de junio de 1987. Exposición: Spanish Painting of 18th & 19th Century: Goya and his Time,  Seibu Museum of Arte (Tokio)
- De 28 de junio al 26 de julio de 1987. Exposición: Spanish Painting of 18th & 19th Century: Goya and his Time,  Seibu Tsukashin Hall (Amagasaki)
- Del 1 de agosto al 6 de septiembre dl 1987. Exposición:  Spanish Painting of 18th & 19th Century: Goya and his Time,  Iwaki City Arte Museum (Fukushima)
- Del 10 de octubre de 1987 al 3 de enero de 1988. Exposición:  De Greco à Picasso: Cinq siècles de arte espagnol.  Musée du Petit Palais (París)
- Del 4 de octubre al 18 de diciembre de 1988. Exposición:  Goya y el Espíritu de la Ilustración,  Museo del Prado (Madrid)
- Del 18 de enero al 26 de marzo de 1989. Exposición: Goya y el Espíritu de la Ilustración,  Museum of Fino Artes Boston (Boston)
- Del 9 de mayo al 16 de julio de 1989. Exposición:  Goya y el Espíritu de la Ilustración,  Metropolitan Museum of Arte (Nueva York)
- Del 18 de marzo al 16 de junio de 1994. Exposición: Goya. The small paintings,  Royal Academy of Artes (Londres)
- Del 16 de junio al 16 de octubre de 1994. Exposición: Goya. The small paintings, Arte Institute of Chicago (Chicago)
- Del 19 de noviembre de 1993 al 15 de febrero de 1994. Exposición: Goya: El capricho y la invención,  Museo del Prado (Madrid)
- Del 14 de diciembre de 1995 al 17 de febrero de 1996. Exposición: Goya en las colecciones españolas, Banco Bilbao Vizcaya (Madrid)
- Del 10 de febrero de 1996 al 14 de abril de 1996. Exposición: Francisco Goya: Maleri. Tegning. Grafikk,  Nasjonalgalleriet (Oslo)
- Del 16 de marzo al 6 de junio de 2000. Exposición: Goya - Roma, Galleria Nazionale de 'Arte Antica Palazzo Barberini (Roma)
- Del 30 de octubre de 2001 al 9 de febrero de 2002. Exposición: Goya: la imagen de la mujer, Museo del Prado (Madrid)
- Del 12 de julio al 3 de octubre de 2005. Exposición: Goya - Profeta de la Modernidad (Berlín / Viena),  Altenationagalerie (Berlín)
- Del 18 de octubre de 2005 al 29 de enero de 2006. Exposición: Goya - Profeta de la Modernidad (Berlín / Viena),  Kunsthistorisches Museum (Viena)
- Del 24 de marzo al 2 de julio de 2006. Exposición:  De Tiziano a Goya. Obras maestras del Museo de Prado (Tokio / Osaka),  Museo Metropolitano de Tokio (Tokio)
- Del 14 de julio al 15 de octubre de 2006. Exposición: De Tiziano a Goya. Obras maestras del Museo de Prado (Tokio / Osaka),  Museo Municipal de Arte (Osaka)
- Del 24 de junio al 24 de agosto de 2007. Exposición:  De Tiziano a Goya. Grandes maestros del Museo de Prado - China, Museo Nacional de Arte de China (Pekín)
- Del 12 de septiembre al 12 de noviembre de 2007. Exposición: De Tiziano a Goya. Grandes maestros del Museo de Prado - China,  Museo de Shanghái (Shanghái)
- Del 15 de abril al 13 de julio de 2008. Exposición: Goya en Tiempos de Guerra,  Edificio Villanueva (Madrid)
- Del 18 de diciembre de 2008 al 22 de marzo de 2009. Exposición: Goya y lo mundo moderno,  Museo de Zaragoza (Zaragoza)
- Del 22 de octubre de 2011 al 29 de enero de 2012. Exposición: Luces y Sombras,  Museo Nacional de Arte Occidental (Tokio)
- Del 12 de octubre de 2014 al 19 de enero de 2015. Exposición: Goya: Order and Disorder,  Museum of Fino Artes (Boston)
- Del 26 de junio de 2012 al 20 de enero de 2013. Exposición: Schwarze Romantik: Von Goya bis Max Ernst,  Städel Museum (Fráncfort del Meno)
- Del 21 de mayo al 10 de noviembre de 2013. Exposición: La Belleza encerrada, Museo Nacional del Prado (Madrid)
- Del 12 de octubre de 2014 al 19 de enero de 2015. Exposición: Goya: Order & disorder, Museo de Bellas Artes (Boston)